# Constant Huysmans
 Constantinus Carolus „Constant“ oder „Stan“ Huysmans (* 11. Oktober 1928 in Antwerpen; † 16. Mai 2016 in Hoboken) war ein belgischer Fußballspieler. Er nahm an der Fußballweltmeisterschaft 1954 teil.

## Karriere

### Verein
Huysmans debütierte 1946 im Alter von 17 Jahren als Mittelfeldspieler in der ersten Mannschaft von K. Beerschot VAC in der Ersten Division. Er verbrachte bei diesem Klub seine gesamte Spielerkarriere, die er 1963 beendete. Huysmans bestritt 376 Spiele für Beerschot, in denen er 48 Tore erzielte.

### Nationalmannschaft
Sein erstes Länderspiel für die belgische Nationalmannschaft absolvierte Huysmans am 19. April 1953 beim 2:0-Sieg der Belgier in einem Freundschaftsspiel gegen die Niederlande im Amsterdamer Olympiastadion.
Anlässlich der Weltmeisterschaft 1954 in der Schweiz wurde er in den belgischen Kader berufen. Huysmans kam in den beiden Gruppenspielen beim 4:4 gegen England und beim 1:4 gegen Italien zum Einsatz. Belgien schied nach der Vorrunde aus dem Turnier aus.
Sein letztes von insgesamt 22 Länderspielen, in denen er ohne Torerfolg blieb, bestritt Huysmans am 4. Oktober 1959 bei der 1:9-Niederlage im Freundschaftsspiel gegen die Niederlande im Stadion Feijenoord in Rotterdam.